# Хумус
Хумус је плодно тло које се налази на површини Земљине коре, мале дебљине, обично неколико дециметара. Састоји се од мешавине органских и минералних материја са присуством бактерија. У процесу распадања изумрлих биљних и животињских остатака ствара се веома битна органска материја – хумус (лат. humus – „земља црница“), која је најзначајнија за плодност тла. Садржај хумуса у тлу опада дубином, те се и његова плодност смањује идући у дубину.
Органска материја коју додајемо земљи у облику органског ђубрива реагује са једињењима који се у тлу већ налазе. При тој реакцији настају хумусне материје – велики молекули органске материје са специфичним особинама. Смеса која се састоји од 80–90% хумусних материје и 10–15% мањих нуспроизвода насталих разградњом органских материје назива се хумус.

## Значај хумуса
Хумус веже делове глине и праха у веће структурне агрегате при чему се побољшава водопропусност и зрачност глинастог тла. Хумус може везати 5–10 пута више воде него минерали глине и на тај начин повећати капацитет упијања тла. Та је особина хумуса важна код свих врста тла, а посебно важну улогу има у песковитом тлу.
Хумусне материје имају велику способност везивања храњивих материје у облику који је приступачан биљкама.
У хемијском се смислу хумусне материје могу поделити на три групе органских материја:
- хумин,
- фулвинске киселине и
- хумусне киселине.

Многи нуспроизводи разградње као што су ауксини, витамини, нискомолекуларне киселине настале распадом органских материје (нпр. јантарна киселина), аминокиселине микробног порекла, такође, физиолошки утичу на раст биљака. Те су материје стимулатори раста и развоја, а поред тога су и извор кисеоника за биљке. Бројни су експерименти доказали да фулвинске и неке хуминске киселине позитивно утичу на раст биљака и развој микроорганизама, а играју и веома важну улогу при преузимању гвожђа и других микроелемената из тла.